# Rae Luckock
 (mars 2018).
Si vous disposez d'ouvrages ou d'articles de référence ou si vous connaissez des sites web de qualité traitant du thème abordé ici, merci de compléter l'article en donnant les références utiles à sa vérifiabilité et en les liant à la section « Notes et références ».
Margaret Rae Morrison Luckock (15 octobre 1893 - 24 janvier 1972) est une féministe canadienne, militante pacifiste et une des premières femmes élues à l'Assemblée législative de l'Ontario en 1943.